# Rap & Revolution Iran
Rap & Revolution Iran ist ein Dokumentarfilm über iranischen Rap und seine Rolle im Zusammenhang mit der Protestbewegung gegen das iranische Regime. Der Film von Omid Mirnour entstand ohne Förderung und hat keinen Verleih. Mirnour veröffentlichte den Film auf YouTube und zeigte ihn in zahlreichen deutschen und österreichischen Kinos.

## Handlung

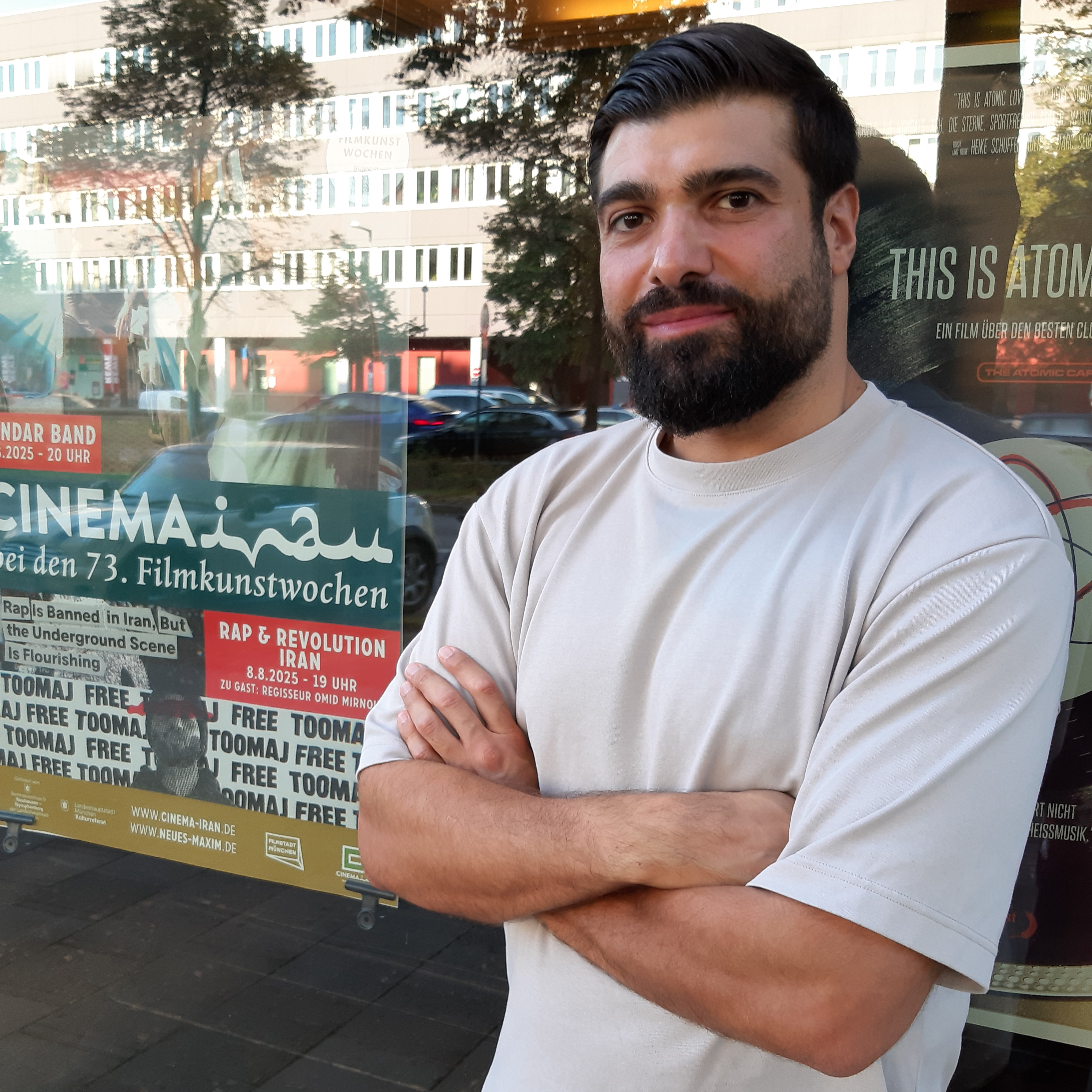
Regisseur Mirnour vor dem Neuen Maxim, in dem sein Film an diesem Tag gezeigt wurde.

Zu Beginn des schnell geschnittenen Films erinnert die Islamwissenschaftlerin, Autorin und Journalistin Amina Aziz an Jina Mahsa Amini als Auslöserin der Aufstände ab 2022. Insgesamt 17 Menschen aus der iranisch-deutschen Musik- und Filmszene kommen in Talking Head Shots zu Wort und äußern nicht nur ihre Sympathie für den iranischen Rap, sondern auch für die Protestbewegung. Zu den Protagonisten des Films zählen u. a. die Filmemacherin Roxana Samadi und die Schauspielerin Jasmin Shakeri. Die Rapper Justina, Kool Savas, Xatar, Sugar MMFK, Säye Skye, Nimo, die Sängerin Faravaz und andere regimekritische Stimmen kommen zu Wort. Sie berichten von den Aufständen 2022 und schildern Menschenrechtsverletzungen. Zwischen den „Talking-Head-Szenen“ werden Collagen aus dokumentarischen Szenen, Schlagzeilen, Pressefotos, teils KI-generierte Illustrationen, unterlegt mit iranischer Rap-Musik, sowie Ausschnitte aus Musikvideos gezeigt. Iranische Rapper werden vorgestellt, unter ihnen Hichkas, Bahram, Toomaj Salehi, Jasmina, Sogand, Saman Yasin, Behrad Ali Konari, 021G, Roody, und Vatani. In Zwischenszenen werden u. a. die Geschichte der Hijab-Pflicht und die Rolle von Minderheiten wie Kurden und Belutschen im Kampf gegen das Regime erläutert. Ein weiteres Thema ist das Risiko, das besonders iranische Rapperinnen eingehen, wenn sie mit ihrer Musik an die Öffentlichkeit gehen. Viele der regimekritischen Künstler bleiben in der Undergroundszene, wo es ihnen unmöglich ist, bekannter zu werden und Geld zu verdienen. Der Einfluss des 1992 ermordeten Dichters und Musikers Fereydun Farrochsad auf die Musikszene und die Proteste nach der iranischen Präsidentschaftswahl 2009 werden erwähnt. Die Situation der iranischstämmigen Rapper, die in Deutschland leben wird genauso angesprochen wie Graffiti und Tanz als Form der Regimekritik im Iran. Abschließend wird auf die landschaftliche und ethnische Vielfalt des Landes hingewiesen, die sich in seiner Kunstszene widerspiegele, und es werden Zukunftsszenarien skizziert.

## Rezeption
Der Saarländische Rundfunk erklärt, dass Regisseur Mirnour mit seinem Film den vom iranischen Regime verfolgten Rappern eine Stimme geben möchte. In dem Film komme eine Vielzahl von Exilkünstlerinnen und -künstlern zu Wort und erläutere, warum Rap als künstlerische Ausdrucksform so wichtig sei.
Die taz erwähnt, dass die Idee des „langen Films über schnelle Musik“ von Nima Najafi-Hashemi alias Basstard stammt.

## Produktion und Vertrieb
Laut dem deutsch-iranischen Regisseur und Produzenten Omid Mirnour entstand der Film als Reaktion auf die Proteste im Iran 2022. Mirnour vermisste außerdem einen Dokumentarfilm über iranischen Rap. Er drehte bewusst schnell, ohne Finanzierung durch Fernsehsender oder Filmförderung, und veröffentlichte den fertigen Film auf YouTube. Damit wollte er eine möglichst weite Verbreitung des Werks erreichen. Zudem reiste er mit dem Film durch deutsche und österreichische Kinos. So wurde Rap & Revolution Iran im Zeitraum 2024 bis 2025 u. a. im Abaton und im Blankeneser Kino in Hamburg gezeigt, im Colosseum in Berlin, im Apollo-Kino in Aachen, im Filmhaus in Saarbrücken, im Nonstop-Kino in Wien, im Scala-Kino in Lüneburg, und im Gasteig HP8 sowie im Rahmen der Filmkunstwochen bzw. des Festivals Cinema Iran in München.